# Metil guanina metil transferasa

Estructura química de la O^{6}- metil guanina

La metil guanina metil transferasa (MGMT) (más exactamente, O6- metil guanina metil transferasa) es una proteína que reconoce y elimina la lesión de ADN, consistente en la presencia de una guanina metilada.
Algunas bases nitrogenadas son metiladas erróneamente por carcinógenos o por interacción con los transportes de grupos metilos normales de la célula; la metilación en las posiciones que afectan el apareamiento normal de las bases nitrogenadas origina una mutación. La proteína metil guanina metil transferasa reconoce específicamente la O6- metil guanina, una guanina con un grupo metilo en el carbonilo del carbono 6. Esta guanina alterada no se aparea con la citosina, sino con la timina, por lo que la replicación de ese ADN originaría una mutación.
Una vez reconocida la lesión, la metil guanina metil transferasa transfiere el grupo metilo de la guanina a una cisteína de la propia proteína. Una molécula de MGMT puede transferir un solo grupo metilo ya que la metilación de la cisteína inutiliza la proteína para otras transferencias y la proteína inactivada es degradada por la vía proteolítica de la ubiquitina.
El coste metabólico para la célula es muy elevado, ya que la metil guanina metil transferasa es de un solo uso y cada vez debe replicarse un segmento de ADN para mantener el gen de la proteína, transcribirlo, modificar el transcrito primario y sintetizar la proteína. Todo ello  pone de manifiesto la importancia de mantener la integridad del genoma.